# Кастаньо-дель-Робледо
Кастаньо-дель-Робледо (ісп. Castaño del Robledo) — муніципалітет в Іспанії, у складі автономної спільноти Андалусія, у провінції Уельва. Населення — 215 осіб (2010).

## Географія
Муніципалітет розташований на відстані близько 380 км на південний захід від Мадрида, 75 км на північ від Уельви.

## Демографія
Динаміка населення (INE ):

## Персоналії
- Томас Муньїс-Паблос (1874—1948) — архієпископ Компостельський.